# Al-Anbar
al-Anbār (in arabo الأنبار‎?) è una città dell'Iraq, già capitale provvisoria della dinastia Abbaside nell'VIII secolo.

## Geografia
Sita sulla sponda di sinistra del fiume Eufrate, immediatamente a sud del Nahr ʿĪsā e del canale Sakhlawiyye, il più settentrionale dei canali che uniscono l'Eufrate al Tigri, non è distante dalla città irachena di Falluja, centro culturale ebraico noto con il toponimo di Pumbedita.

## Storia
Al-Anbār fu originariamente chiamata Pērōz-Šāpūr (un nome medio-persiano che significa Vittorioso Shapur), anche detto Peroz Shabur (aramaico פירוז שבור) e nota in seguito a Greci e Romani come Perisapora. La città fu fondata nel 350 da Shapur II, l'imperatore sasanide di Persia. Perisapora fu saccheggiata e distrutta dall'imperatore romano Flavio Claudio Giuliano (Giuliano l'Apostata) nell'aprile del 363, durante la sua invasione dell'Impero sasanide. La città divenne un rifugio per i cristiani Arabi e per gli ebrei della regione. Secondo le fonti arabe medievali, gran parte dei suoi abitanti emigrò a nord, verso la città di Hdatta (in arabo al-Ḥadītha), a sud di Mosul.
Il nome della città fu mutato in al-Anbār ("Granai") e Abū al-ʿAbbās al-Saffāḥ, il primo Califfo abbaside elesse nelle sue vicinanze, come propria capitale, al-Hāshimiyya, e tale rimase fin quando il fratello Abū Jaʿfar al-Manṣūr fondò un nuovo centro con lo stesso nome di al-Hāshimiyya tra al-Ḥīra e al-Kūfa, prima di fare edificare Baghdad nel 762. 

La città di al-Anbār continuò comunque a svolgere un ruolo non secondario durante tutto il periodo califfale.
Al-Anbar fu sede di una diocesi della Chiesa d'Oriente attestata dal V al XII secolo.